# Maceo Parker
Maceo Parker (ur. 14 lutego 1943 w Kinston, Karolina Północna) – amerykański saksofonista soulowy i jazzowy.
Najbardziej znany jest ze współpracy z Jamesem Brownem w latach 60. Parker był głównym solistą w wielu hitach Browna, a także najważniejszym członkiem jego zespołu, grając na saksofonie altowym, tenorowym oraz barytonowym. Rytmiczny i szybki styl gry Parkera jest połączeniem wczesnych odmian bebopu, wykonywanych przez Charliego Parkera i Cannonballa Adderleya z funkiem, wzbogaconym o innowacyjne elementy autorstwa Browna.

## Życiorys
Parker urodził się w Kinston w Karolinie Północnej. Od najmłodszych lat miał styczność z muzyką: jego rodzice śpiewali w kościelnym chórze, ojciec grał na fortepianie i perkusji. Dwóch braci Maceo również było muzykami: młodszy o rok Melvin grał na perkusji, starszy o rok Kellis (zmarł w 2000) – na puzonie. Wszyscy trzej, jeszcze jako nastolatkowie, grali w szkolnym zespole muzycznym - Junior Blue Notes.
W 1964 roku muzyk wraz z bratem, Melvinem Parkerem, nawiązał współpracę z Jamesem Brownem. W książce swojego autorstwa Brown przyznaje, że początkowo chciał on widzieć w zespole wyłącznie Melvina, okazało się jednak, że ceną za zaangażowanie perkusisty jest zatrudnienie także jego brata. Ostatecznie, chociaż do zespołu był mu potrzebny saksofonista barytonowy (Maceo grał na tenorowym), zgodził się przyjąć obydwu Parkerów. Maceo, Melvin i kilku innych członków grupy Browna opuściło jego zespół i założyło własny, który nazwali Maceo & All the King’s Men. Jego działalność trwała jednak tylko dwa lata. W 1973 roku Parker powrócił do grupy Browna, The J.B.'s. Tego samego roku piosenka Maceo „Parrty – Part I”, nagrana wraz z Maceo & the Macks, uplasowała się na miejscu #71 amerykańskiej listy przebojów. W 1975 roku Parker z kilkoma innymi członkami The J.B.'s, w tym z Fredem Wesleyem, opuścił zespół Browna i dołączył do George’a Clintona i jego grupy Parliament-Funkadelic.
Parker dołączył do Browna po raz kolejny w 1984 roku i występował z nim do 1988 roku. W latach 90. muzyk odniósł sukces jako artysta solowy. Do tej pory wydał dziesięć swoich płyt, bardzo często występuje na żywo (daje od 100 do 150 koncertów rocznie). Średni czas, jaki spędza na scenie podczas swych występów wynosi ponad 2,5 godziny.
W 1993 roku Parker gościnnie pojawił się na albumie rapowej grupy De La Soul, Buhloone Mindstate. Pod koniec lat 90. muzyk zaczął regularnie brać udział w nagrywaniu płyt Prince’a, a także towarzyszyć jego zespołowi, New Power Generation, w trakcie tras koncertowych. Maceo zagrał także w piosence „My Cat's Name Is Maceo” Jane’s Addiction, wydanej na kompilacyjnym albumie grupy, Kettle Whistle.
W 1998 Parker wystąpił gościnnie w utworze „What Would You Say” na koncercie Dave Matthews Band. Utwór ten znalazł się na ich płycie Live in Chicago 12.19.98.
W skład grupy muzyków towarzyszących Parkerowi podczas koncertów wchodzą: basista Rodney „Skeet” Curtis i puzonista Greg Boyer (obaj byli członkowie Parliament-Funkadelic), gitarzysta Bruno Speight, perkusista Jamal Thomas, trębacz Ron Tooley, puzonista Dennis Rollins, wokalistka Martha High.

## Dyskografia

### Albumy solowe
| Rok  | Artysta                    | Album                  | Wytwórnia                         |
| ---- | -------------------------- | ---------------------- | --------------------------------- |
| 1970 | Maceo & All the King’s Men | Doin' Their Own Thing  | House of the Fox / Charly Records |
| 1974 | Maceo                      | Us                     | People / P-Vine                   |
| 1975 | Maceo & All the King’s Men | Funky Music Machine    | El Cello                          |
| 1989 | Maceo Parker               | For All the King’s Men | 4th & Broadway                    |
| 1990 | Maceo Parker               | Roots Revisited        | Verve / Minor Music               |
| 1991 | Maceo Parker               | Mo' Roots              | Verve / Minor Music               |
| 1992 | Maceo Parker               | Life on Planet Groove  | Verve / Minor Music               |
| 1993 | Maceo Parker               | Southern Exposure      | Jive / Novus / Minor Music        |
| 1994 | Maceo Parker               | Maceo (soundtrack)     | Minor Music                       |
| 1998 | Maceo Parker               | Funk Overload          | What Are Records? / ESC           |
| 2000 | Maceo Parker               | Dial: M-A-C-E-O        | What Are Records? / ESC           |
| 2003 | Maceo Parker               | Made by Maceo          | What Are Records? / ESC           |
| 2004 | Maceo Parker               | My First Name Is Maceo | Minor Music                       |
| 2005 | Maceo Parker               | School’s In!           | BHM Productions                   |
| 2007 | Maceo Parker               | Roots & Grooves        | Intuition (SunnyMoon)             |

### Wybrane albumy, na których się pojawił
| Rok  | Artysta                    | Album                                     | Wytwórnia        |
| ---- | -------------------------- | ----------------------------------------- | ---------------- |
| 1964 | James Brown                | Out of Sight                              | PolyGram         |
| 1969 | James Brown                | Say It Loud, I’m Black and I'm Proud      | Polydor / Umgd   |
| 1970 | James Brown                | Sex Machine                               | Polydor / Umgd   |
| 1972 | James Brown                | Get on the Good Foot                      | PolyGram         |
| 1973 | James Brown                | Payback                                   | Polydor / Umgd   |
| 1974 | James Brown                | Hell                                      | Polydor / Umgd   |
| 1975 | James Brown                | Reality                                   | PolyGram         |
| 1976 | Bootsy Collins             | Stretchin' Out in Bootsy's Rubber Band    | Warner Bros.     |
| 1976 | Parliament                 | The Clones of Dr. Funkenstein             | Island / Mercury |
| 1976 | Parliament                 | Mothership Connection                     | Island / Mercury |
| 1977 | Bootsy Collins             | Ahh... The Name Is Bootsy, Baby!          | Warner Bros.     |
| 1977 | Parliament                 | Live: P-Funk Earth Tour                   | Island / Mercury |
| 1977 | Parliament                 | Funkentelechy Vs. the Placebo Syndrome    | Island / Mercury |
| 1977 | Fred Wesley                | A Blow for Me, A Toot for You             | Atlantic         |
| 1978 | Parliament                 | Motor Booty Affair                        | Island / Mercury |
| 1978 | Bernie Worrell             | All the Woo in the World                  | Arista           |
| 1979 | Bootsy Collins             | This Boot Is Made for Fonk-N              | Warner Bros.     |
| 1979 | Parliament                 | Gloryhallastoopid                         | MCA              |
| 1980 | Bootsy Collins             | Ultra Wave                                | Warner Bros.     |
| 1980 | Parliament                 | Trombipulation                            | PolyGram         |
| 1983 | P-Funk All Stars           | Urban Dancefloor Guerillas                | Sony             |
| 1983 | George Clinton             | You Shouldn't-Nuf Bit Fish                | Capitol          |
| 1985 | George Clinton             | Some of My Best Jokes Are Friends         | Capitol          |
| 1985 | Red Hot Chili Peppers      | Freaky Styley                             | Capitol          |
| 1986 | James Brown                | Gravity                                   | Volcano          |
| 1986 | James Brown                | James In the Jungle Groove                | Polydor / Umgd   |
| 1987 | Micro Wave                 | Cookin' from the Inside Out!!!            | Columbia         |
| 1987 | Yvonne Jackson             | I'm Trouble                               | Ichiban          |
| 1988 | James Brown                | James Brown's Funky People, Pt. 2         | Polydor / Umgd   |
| 1988 | Bootsy Collins             | What's Bootsy Doin'?                      | Sony             |
| 1988 | Keith Richards             | Talk Is Cheap                             | EMI              |
| 1989 | Criminal Element Orchestra | Locked Up                                 | Atlantic         |
| 1990 | Różni artyści              | Gramavision 10th Anniversary Sampler      | Gramavision      |
| 1990 | Deee-Lite                  | World Clique                              | Elektra / Wea    |
| 1990 | Living Colour              | Time's Up                                 | Sony             |
| 1990 | P-Funk All Stars           | Live at the Beverly Theatre in Hollywood  | Westbound        |
| 1990 | Fred Wesley                | New Friends                               | PolyGram         |
| 1990 | Rev. Billy C. Wirtz        | Backslider's Tractor Pull                 | HighTone         |
| 1991 | James Brown                | Messing with the Blues                    | PolyGram         |
| 1991 | Material                   | The Third Power                           | Axiom            |
| 1991 | Bernie Worrell             | Funk of Ages                              | Rhino            |
| 1991 | Kenny Neal                 | Walking on Fire                           | Alligator        |
| 1991 | Różni artyści              | House Party 2                             | MCA              |
| 1992 | Bachir Attar               | The Next Dream                            | CMP              |
| 1992 | 10,000 Maniacs             | Our Time in Eden                          | Elektra / Wea    |
| 1992 | Deee-Lite                  | Infinity Within                           | Elektra / Wea    |
| 1993 | Różni artyści              | The Best Jazz Is Played with Verve        | PolyGram         |
| 1993 | George Clinton             | „P” Is the Funk                           | AEM              |
| 1993 | Candy Dulfer               | Sax-A-Go-Go                               | Sony             |
| 1993 | Color Me Badd              | Time and Chance                           | Warner Bros.     |
| 1993 | Bernie Worrell             | Blacktronic Science                       | Gramavision      |
| 1993 | Bryan Ferry                | Taxi                                      | Warner Bros.     |
| 1993 | Różni artyści              | Manifestation: Axiom Collection II        | PolyGram         |
| 1993 | James Brown                | Soul Pride: The Instrumentals (1960–1969) | PolyGram         |
| 1993 | De La Soul                 | Buhloone Mindstate                        | Rhino            |
| 1993 | Hans Theessink             | Call Me                                   | Deluge           |
| 1993 | Dave Koz                   | Lucky Man                                 | Capitol          |
| 1993 | George Clinton             | Plush Funk                                | Aem              |
| 1993 | Bernie Worrell             | Blacktronic Science                       | Gramavision      |
| 1994 | Bootsy Collins             | Blasters of the Universe                  | Rykodisc         |
| 1994 | Pedro Abrunhosa            | Viagens                                   | PolyGram         |
| 1994 | Bryan Ferry                | Mamouna                                   | Virgin           |
| 1994 | The JB Horns               | I Like It Like That                       | Soulciety        |
| 1995 | Parliament                 | The Best of Parliament: Give Up the Funk  | PolyGram         |
| 1995 | Fred Wesley                | Say Blow by Blow Backwards                | Aem              |
| 1995 | Larry Goldings             | Whatever It Takes                         | Warner Bros.     |
| 1995 | Różni artyści              | Back to Basics, Vol. 2                    | Instinct         |
| 1996 | James Brown                | Foundations Of Funk: A Brand New Bag      | Polydor / Umgd   |
| 1996 | Różni artyści              | Little Magic in a Noisy World             | Act              |
| 1996 | Różni artyści              | A Celebration of Blues: The New Breed     | Celeb. of Blues  |
| 1997 | Różni artyści              | Booming on Pluto: Electro for Droids      | Ambient          |
| 1997 | Kenny Neal                 | Deluxe Edition                            | Alligator        |
| 1997 | Phil Upchurch              | Whatever Happened to the Blues            | Go Jazz          |
| 1997 | Różni artyści              | Blues, Boogie, Rhythm, and More Blues     | Koch             |
| 1999 | Prince                     | Rave Un2 The Joy Fantastic                | NPG              |
| 2001 | Dave Matthews Band         | Live in Chicago                           | RCA              |
| 2001 | Prince                     | Rave In2 The Joy Fantastic                | NPG              |
| 2002 | Prince                     | One Nite Alone... Live!                   | NPG              |
| 2003 | Prince & the NPG           | C-Note                                    | NPG              |
| 2004 | Prince                     | Musicology                                | NPG / Columbia   |
| 2006 | Prince                     | 3121                                      | NPG / Universal  |
| 2007 | Prince                     | Planet Earth                              | NPG / Columbia   |

### Widea
| Rok  | Artysta      | Album                         | Wytwórnia      |
| ---- | ------------ | ----------------------------- | -------------- |
| 2002 | Maceo Parker | Roots Revisited               | Arthaus Musik  |
| 2003 | Prince       | Live at the Aladdin Las Vegas | NPG Music Club |
| 2004 | Maceo Parker | My First Name Is Maceo        | Minor Music    |